# Степанов Михайло Дементійович
Михайло Дементійович Степанов (листопад 1890, село Смольково Сенгілеєвського повіту Симбірської губернії, тепер Ульяновської області, Російська Федерація — 1954, місто Москва, Російська Федерація) — радянський державний і партійний діяч, голова Воронезької міської ради, відповідальний секретар Шахтинсько-Донецького окружного комітету ВКП(б). Член Комісії партійного контролю при ЦК ВКП(б) у 1934—1937 роках.

## Життєпис
Народився в родині селянина-бідняка. У 1903 році закінчив чотирикласне міське училище на нафтопромислах Балахани в Баку.
У листопаді 1903 — квітні 1906 року — учень токаря, токар по металу заводу «Набат» у Балаханах. У травні 1906 — червні 1912 року — токар по металу механічного заводу Мірзоянца в Балаханах.
Член РСДРП(б) з травня 1912 року.
У липні 1912 — квітні 1913 року — токар по металу чавуноливарного механічного заводу «Вотан» у Балаханах. У травні 1913 — січні 1916 року — токар по металу на Каспійсько-Чорноморських нафтопромислах і в торговому товаристві в Балаханах.
У лютому 1916 року заарештований. З лютого по серпень 1916 року — в Баїлівській в'язниці міста Баку.
У вересні 1916 — листопаді 1917 року — токар по металу верстатоінструментального заводу «Ріхард Поле» у Воронежі.
У грудні 1917 — липні 1918 року — голова заводського комітету верстатоінструментального заводу «Ріхард Поле» у Воронежі.
У серпні 1918 — січні 1919 року — комісар механічного заводу «В. Г. Столль і Ко» у Воронежі. У 1919 році — головний комісар Рязано-Уральської залізниці.
У лютому — листопаді 1919 року — голова Воронезької міської ради, член Революційної військової ради Воронезького укріпленого району
У грудні 1919 — лютому 1921 року — голова Воронезької губернської Ради народного господарства.
У березні — грудні 1921 року — заступник голови, голова Кубано-Чорноморської обласної Ради народного господарства в Краснодарі.
У січні — березні 1922 року — заступник начальника виробничого управління Південно-Східного Промбюро в Ростові-на-Дону.
У квітні 1922 — травні 1926 року — директор-розпорядник державної тютюнової фабрики в Ростові-на-Дону.
У червні 1926 — червні 1929 року — голова правління тресту «Новоросцемент» у Ростові-на-Дону.
У липні 1929 — серпні 1930 року — відповідальний секретар Шахтинсько-Донецького окружного комітету ВКП(б) Північно-Кавказького краю.
У серпні 1930 — березні 1931 року — голова Північно-Кавказької крайової ради профспілок.
У квітні 1931 — лютому 1934 року — голова ЦК Спілки нафтовиків у Москві.
У лютому 1934 — липні 1935 року — керівник групи із харчової промисловості Комісії партійного контролю при ЦК ВКП(б).
У липні 1935 — липні 1937 року — уповноважений Комісії партійного контролю при ЦК ВКП(б) по Одеській області УРСР.
5 листопада 1937 року виведений із складу Комісії партійного контролю при ЦК ВКП(б).
У 1937—1939 роках — начальник відділу постачання, в 1939—1942 роках — керуючий контори із постачання горілчаних заводів матеріалами і сировиною «Спиртотара».
У 1942—1949 роках — помічник начальника Головного управління спиртової і лікерогорілчаної промисловості «Головспирт» Народного комісаріату харчової промисловості (Міністерства смакової промисловості) СРСР.
З червня 1947 року — персональний пенсіонер республіканського значення, з лютого 1950 року — персональний пенсіонер союзного значення.
Помер у 1954 році, похований на Новодівочому цвинтарі Москви.